# Dave Fennoy
Dave Fennoy (Silver Spring, 20 de janeiro de 1952), é um dublador norte-americano. Seus papéis em jogos eletrônicos incluem Lee Everett em The Walking Dead, Bluebeard em The Wolf Among Us, Finch em Tales from the Borderlands, Gabriel the Warrior em Minecraft: Story Mode e Lucius Fox em Batman: The Telltale Series, todos os cinco foram desenvolvidos pela Telltale Games, bem como por Satan em Afterparty.

## Biografia
Fennoy nasceu em Silver Spring, Maryland e depois se mudou para Cleveland, Ohio. Ele era um ator infantil na Karamu House em Cleveland. Em seu último ano do ensino médio, ele foi presidente do clube de teatro e dirigiu, bem como atuou em várias peças, antes de frequentar o Macalester College em St Paul Minnesota como formador de teatro. Fennoy deixou a faculdade quando começou uma turnê como músico profissional. Mais tarde, ele voltou e se formou na Howard University com um diploma em estudos de jazz e especialização em violão.